# Düsseldorf-Eller (stacja kolejowa)
Düsseldorf-Eller – stacja kolejowa w Düsseldorfie, w kraju związkowym Nadrenia Północna-Westfalia, w Niemczech. Znajduje się tu 1 peron. Według klasyfikacji Deutsche Bahn posiada 5 kategorię.